# Wahlbezirk Steiermark 11
Der Wahlbezirk Steiermark 11 war ein Wahlkreis für die Wahlen zum Abgeordnetenhaus im österreichischen Kronland Steiermark. Der Wahlbezirk wurde 1907 mit der Einführung der Reichsratswahlordnung geschaffen und bestand bis zum Zusammenbruch der Habsburgermonarchie.

## Geschichte
Nachdem der Reichsrat im Herbst 1906 das allgemeine, gleiche, geheime und direkte Männerwahlrecht beschlossen hatte, wurde mit 26. Jänner 1907 die große Wahlrechtsreform durch Sanktionierung von Kaiser Franz Joseph I. gültig. Mit der neuen Reichsratswahlordnung schuf man insgesamt 416 Wahlbezirke, wobei mit Ausnahme Galiziens in jedem Wahlbezirk ein Abgeordneter im Zuge der Reichsratswahl gewählt wurde. Der Abgeordnete musste sich dabei im ersten Wahlgang oder in einer Stichwahl mit absoluter Mehrheit durchsetzen.
Der Wahlkreis Steiermark 11 umfasste die Städte, Märkte und Gemeinden Friedau, Lichtenwald, Tüffer, Rann, Luttenberg, Windischfeistritz, Windischgraz, Schönstein, Mahrenberg, Hohenmauthen, Saldenhofen, Oberfeising, Gegenthal, Soboth, Rohitsch, Sauerbrunn Kurort, Brunndorf, Sankt Lorenzen ob Marburg, Cilli, Hochenegg, Gonobitz und Weitenstein Markt.

## Wahlergebnisse
Die Reichsratswahl 1907 wurde am 14. Mai 1907 (erster Wahlgang) durchgeführt. Die Stichwahl entfiel auf Grund der absoluten Mehrheit für Richard Marckhl im ersten Wahlgang.
| Kandidat                                                                    | Partei                             | Wahlkreisstimmen | Prozent |
| --------------------------------------------------------------------------- | ---------------------------------- | ---------------- | ------- |
| Richard Marckhl                                                             | Deutschradikale Partei             | 2681             | 56,6 %  |
| Ivan Rebek                                                                  | slowenisch-liberale Partei         | 1179             | 24,9 %  |
| Karl Sonnleitner                                                            | Sozialdemokratische Arbeiterpartei | 833              | 17,6 %  |
|                                                                             | Sonstige Parteien                  | 43               | 0,9 %   |
| Wahlberechtigte: 5813, Ungültige/Leere Stimmen: 21, Wahlbeteiligung: 81,8 % |                                    |                  |         |

### Reichsratswahl 1911
Die Reichsratswahl 1911 wurde am 13. Juni 1911 (erster Wahlgang) durchgeführt. Die Stichwahl entfiel auf Grund der absoluten Mehrheit für Richard Marckhl im ersten Wahlgang.
| Kandidat                                                                    | Partei                                      | Wahlkreisstimmen | Prozent |
| --------------------------------------------------------------------------- | ------------------------------------------- | ---------------- | ------- |
| Richard Marckhl                                                             | deutsch-freiheitlicher Kandidat             | 2927             | 60,4 %  |
| Ivan Rebek                                                                  | slowenisch-national-fortschrittliche Partei | 1032             | 21,3 %  |
| Albert Horwatek                                                             | Sozialdemokratische Arbeiterpartei          | 857              | 17,7 %  |
|                                                                             | Sonstige Parteien                           | 33               | 0,7 %   |
| Wahlberechtigte: 6126, Ungültige/Leere Stimmen: 36, Wahlbeteiligung: 79,7 % |                                             |                  |         |